# Przywódcy Jemenu
Lista prezydentów Jemenu:
| # | Imię i Nazwisko                 | Portret | Objął urząd     | Zdał urząd      | Partia polityczna        |
| --- | ------------------------------- | ------- | --------------- | --------------- | ------------------------ |
| Prezydenci Jemenu |                                 |         |                 |                 |                          |
| 1 | Ali Abd Allah Salih (1942–2017) |         | 22 maja 1990    | 25 lutego 2012  | Generalny Kongres Ludowy |
| 2 | Abd Rabbuh Mansur Hadi (1945–)  |         | 25 lutego 2012  | 7 kwietnia 2022 | Generalny Kongres Ludowy |
| Przewodniczący Rady Przywództwa Prezydenckiego |                                 |         |                 |                 |                          |
| – | Raszad al-Alimi (1954–)         |         | 7 kwietnia 2022 | nadal urzęduje  | Generalny Kongres Ludowy |
| od 6 lutego 2015 do 15 sierpnia 2016 Muhammad Ali al-Husi pełnił funkcję Przewodniczącego Rady Rewolucyjnej, głównego organu powołanego przez bojówki Huti po przejęciu władzy w kraju            |                                 |         |                 |                 |                          |
| od 15 sierpnia 2016 do 19 kwietnia 2018 Salih Ali as-Samad pełnił funkcję Przewodniczącego Najwyższej Rady Politycznej, głównego organu powołanego przez bojówki Huti po przejęciu władzy w kraju |                                 |         |                 |                 |                          |
| od 25 kwietnia 2018 Mahdi al-Maszat pełni funkcję Przewodniczącego Najwyższej Rady Politycznej, głównego organu powołanego przez bojówki Huti po przejęciu władzy w kraju                         |                                 |         |                 |                 |                          |